# Vidángoz - Bidankoze
Vidángoz là một đô thị trong tỉnh và cộng đồng tự trị Navarre, Tây Ban Nha. Đô thị này có dân số là 106 người, diện tích 39,22 km2. Đô thị nằm ở độ cao 775 m trên mực nước biển, cách tỉnh lỵ 87 km. Đô thị Vidángoz nằm ở khu vực hỗn hợp, nơi tiếng Tây Ban Nha và tiếng Basque đều là ngôn ngữ chính thức sử dụng trong lĩnh vực hành chính.
Các đô thị giáp ranh: Burgui, Igal và Roncal.

## Biến động dân số
| Biến động dân số                                       | Biến động dân số | Biến động dân số | Biến động dân số | Biến động dân số | Biến động dân số | Biến động dân số | Biến động dân số | Biến động dân số | Biến động dân số | Biến động dân số |
| 1996                                                   | 1998             | 1999             | 2000             | 2001             | 2002             | 2003             | 2004             | 2005             | 2006             | 2007             |
| ------------------------------------------------------ | ---------------- | ---------------- | ---------------- | ---------------- | ---------------- | ---------------- | ---------------- | ---------------- | ---------------- | ---------------- |
| 117                                                    | 114              | 114              | 115              | 113              | 113              | 115              | 115              | 114              | 111              | 111              |
| Nguồn: Vidángoz et instituto de estadística de navarra |                  |                  |                  |                  |                  |                  |                  |                  |                  |                  |